# فولکس‌واگن کا۷۰

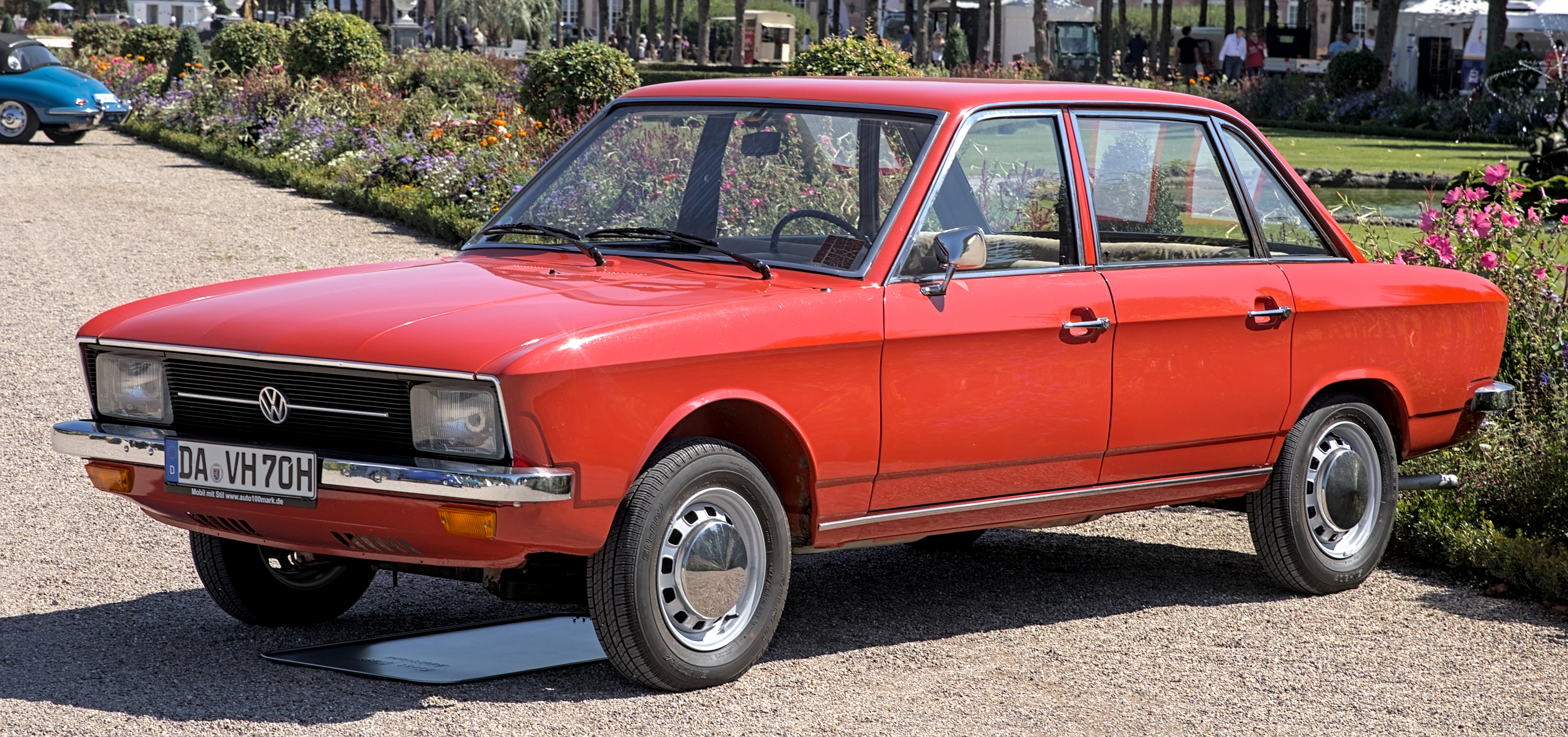

فولکس‌واگن کا۷۰ (Volkswagen K۷۰) خودرویی است که در سال‌های ۱۹۷۰ تا ۱۹۷۴تولید شده‌است.
این خودرو در کلاس خودرو سایز متوسط قرار گرفته، طراحی آن خودروهای موتور جلو-محور جلو بوده طول آن در حالت طبیعی ۴٬۴۵۵ میلیمتر (۱۷۵٫۴ اینچ) و عرض آن در حالت طبیعی ۱٬۶۶۵ میلیمتر (۶۵٫۶ اینچ) است.